# 12-Stunden-Rennen von Sebring 1963

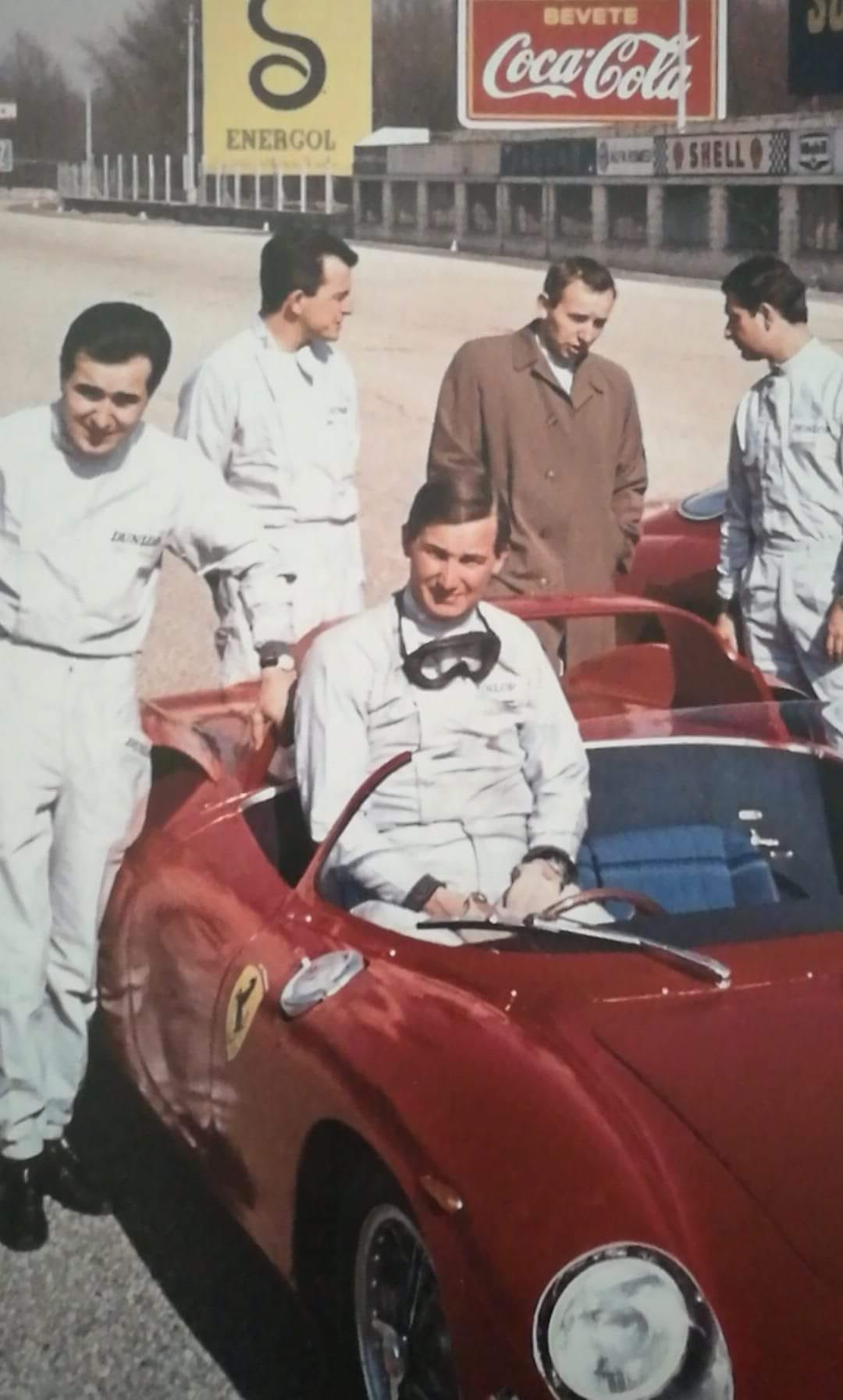
Ferrari 250P, der Siegerwagen bei Testfahrten in Monza. Von links die Fahrer Lorenzo Bandini, Ludovico Scarfiotti, John Surtees und Nino Vaccarella. Im Auto sitzt Mike Parkes

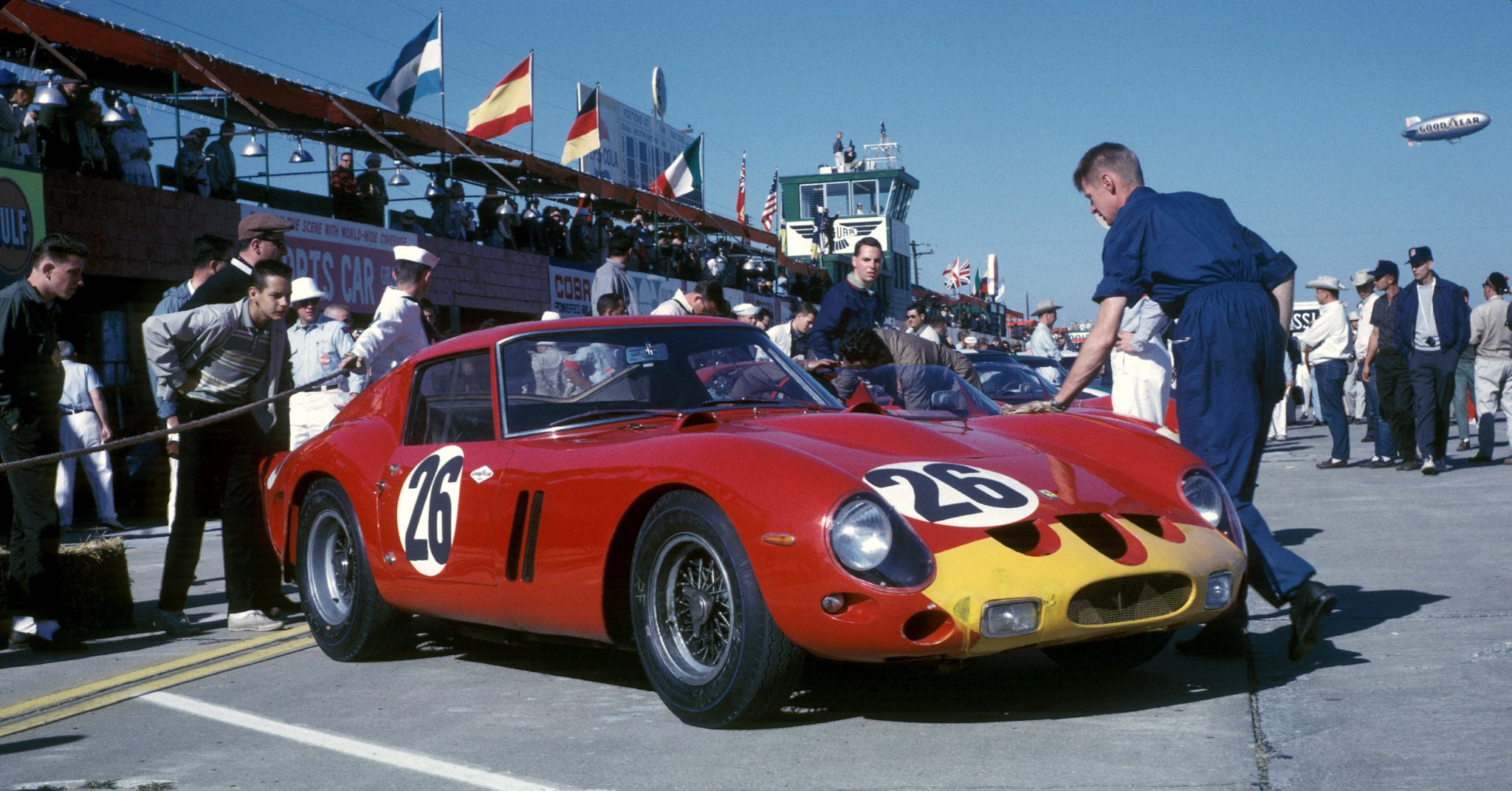
Der Ferrari 250 GTO von Carlo-Maria Abate und Juan Manuel Bordeu vor dem Start

Das zwölfte  12-Stunden-Rennen von Sebring, auch 12 Hours of Sebring, Sebring, fand am 23. März 1963 auf dem Sebring International Raceway statt und war der dritte Wertungslauf der Sportwagen-Weltmeisterschaft dieses Jahres.

## Vor dem Rennen
Das Langstreckenrennen in Sebring war 1963 der dritte Wertungslauf. Begonnen hatte die Saison im Februar mit dem 3-Stunden-Rennen von Daytona, das Pedro Rodríguez auf einem Ferrari 250 GTO des North American Racing Teams gewann. Beim folgenden 3-Stunden-Rennen von Sebring siegte Hans Herrmann auf einem Werks-Fiat-Abarth 1000.

## Das Rennen
Klare Favoriten auf den Gesamtsieg waren die Ferrari-Teams, darunter die Werks-Mannschaft aus Maranello und das North American Racing von Luigi Chinetti. Die Hoffnungen der US-amerikanischen Zuschauer ruhten auf den Wagen von Carroll Shelby. Aber die leistungsstarken Cobras waren nicht standfest genug. Spitzenfahrer dort war Phil Hill, der Ende 1962 Ferrari verlassen hatte.
Obwohl die Cobras das Rennen zu Beginn anführen konnten, gab es nach 12 Stunden einen totalen Triumph der Ferraris. Die beiden Werks-250P siegten vor dem NART-330TRI und drei GTO’s. Der beste Nicht-Ferrari war der Jaguar E-Type Lightweight von Ed Leslie und Frank Morrill.

## Ergebnisse

### Schlussklassement
| 1               | P 3.0    | 30  | SEFAC Ferrari                   | John Surtees Ludovico Scarfiotti                                | Ferrari 250P                    | 209 |
| 2               | P 3.0    | 31  | SEFAC Ferrari                   | Willy Mairesse Nino Vaccarella Lorenzo Bandini                  | Ferrari 250P                    | 208 |
| 3               | P + 3.0  | 18  | NART                            | Pedro Rodríguez Graham Hill                                     | Ferrari 330 TRI/LM              | 207 |
| 4               | GT 3.0   | 24  | Mecom Racing Team               | Roger Penske Augie Pabst                                        | Ferrari 250 GTO                 | 203 |
| 5               | GT 3.0   | 26  | Scuderia Centro Sud             | Carlo-Maria Abate Juan Manuel Bordeu                            | Ferrari 250 GTO                 | 196 |
| 6               | GT 3.0   | 25  | Rosebud Racing Team             | Richie Ginther Innes Ireland                                    | Ferrari 250 GTO                 | 196 |
| 7               | GT 4.0   | 23  | Kjelle Qvalle                   | Ed Leslie Frank Morrill                                         | Jaguar E-Type Lightweight       | 195 |
| 8               | GT 4.0   | 20  | Briggs Cunningham               | Bruce McLaren Walt Hansgen                                      | Jaguar E-Type Lightweight       | 194 |
| 9               | GT 2.0   | 44  | Porsche System Engineering      | Don Webster Bob Holbert                                         | Porsche 356B Carrera Abarth GTL | 193 |
| 10              | GT 2.0   | 43  | Porsche System Engineering      | Edgar Barth Herbert Linge                                       | Porsche 356B Carrera Abarth GTL | 193 |
| 11              | GT + 4.0 | 12  | Ed Hugus                        | Lew Spencer Ken Miles                                           | Shelby Cobra                    | 192 |
| 12              | P 3.0    | 33  | Donald Healey Motor Co.         | Bob Olthoff Ronnie Bucknum                                      | Austin-Healey 3000              | 187 |
| 13              | GT 3.0   | 28  | NART                            | Joakim Bonnier John Cannon                                      | Ferrari 250 GTO                 | 186 |
| 14              | GT 3.0   | 29  | David Piper                     | Ed Cantrell David Piper                                         | Ferrari 250 GTO                 | 186 |
| 15              | GT 1.6   | 58  | Porsche Car Imports             | Chuck Cassel Don Sesslar                                        | Porsche 356B Carrera Abarth GTL | 185 |
| 16              | GT + 4.0 | 3   | Johnson Chevrolet Co.           | Delmo Johnson Dave Morgan                                       | Chevrolet Corvette Sting Ray    | 182 |
| 17              | GT + 4.0 | 6   | Dixie Motor Co.                 | Jef Stevens Johnny Allen                                        | Chevrolet Corvette Sting Ray    | 181 |
| 18              | GT 3.0   | 32  | NART                            | Charlie Hayes Doug Thiem                                        | Ferrari 250 GTO                 | 179 |
| 19              | GT 4.0   | 21  | Briggs Cunningham               | William Kimberly Paul Richards                                  | Jaguar E-Type                   | 177 |
| 20              | GT 1.6   | 46  | Puerto Rico Racing Team         | Victor Merino Rafael Rosales                                    | Porsche 356B Carrera GT         | 176 |
| 21              | GT 1.3   | 61  | Abarth Corse                    | Tommy Spychiger Teddy Pilette                                   | Abarth-Simca 1300 Bialbero      | 173 |
| 22              | GT 2.5   | 36  | Standard-Triumph Motor Co.      | Peter Bolton Mike Rothschild                                    | Triumph TR4                     | 172 |
| 23              | GT 2.0   | 49  | Art Riley                       | Art Riley Nick Cone                                             | Volvo P1800                     | 170 |
| 24              | GT 2.5   | 38  | Standard-Triumph Motor Co.      | Charlie Gates Ed Diehl Bob Cole                                 | Triumph TR4                     | 168 |
| 25              | P 3.0    | 34  | Donald Healey Motor Co.         | Paddy Hopkirk Donald Morley                                     | Austin-Healey 3000              | 166 |
| 26              | P 3.0    | 40  | Keymo Motors                    | Ed Wilson Ralph Salyer Bob Hall                                 | Triumph TRS                     | 165 |
| 27              | GT 2.5   | 42  | Morgan Motor Co.                | Arch McNeill William Clarens Al Rogers                          | Morgan Plus 4                   | 164 |
| 28              | GT + 4.0 | 15  | Shelby American Inc.            | Dan Gurney Phil Hill                                            | Shelby Cobra                    | 163 |
| 29              | GT 1.3   | 59  | Swanson-Durant                  | Art Swanson Ross Durant Bob Richardson                          | Alfa Romeo Giulietta SZ         | 163 |
| 30              | GT 1.6   | 54  | Sports Car Graphic              | Dave Jordan Jerry Titus                                         | Sunbeam Alpine                  | 162 |
| 31              | GT 1.3   | 63  | Canada Track & Traffic Magazine | Norman Namerow Peter Lerch V. Atwell                            | Abarth-Simca 1300 Bialbero      | 160 |
| 32              | GT 2.5   | 37  | Standard-Triumph Motor Co.      | Bob Tullius Bruce Kellner Lew Spencer                           | Triumph TR4                     | 158 |
| 33              | GT 1.6   | 55  | Filippo Theodoli                | Filippo Theodoli William Kneeland                               | Sunbeam Alpine                  | 155 |
| 34              | GT 2.5   | 39  | Genser Forman Distributors      | George Waltman                                                  | Triumph TR4                     | 154 |
| 35              | GT 1.3   | 67T | Duchess Auto Co.                | John Bentley John Gordon                                        | Lotus Elite                     | 151 |
| 36              | GT 1.3   | 66  | Leon Lilley                     | Leon Lilley Ed Graham                                           | Lotus Elite                     | 149 |
| 37              | GT 1.6   | 57  | NART                            | Tom Fleming Harold Baumann Ray Heppenstall                      | Osca 1600GT                     | 139 |
| 38              | GT + 4.0 | 11  | Holman & Moody                  | Jocko Maggiacomo Peter Jopp                                     | Shelby Cobra                    | 117 |
| 39              | GT + 4.0 | 7   | Alan Green                      | Jerry Grant Don Campbell                                        | Chevrolet Corvette Sting Ray    | 46  |
| Ausgefallen     |          |     |                                 |                                                                 |                                 |     |
| 40              | GT + 4.0 | 2   | Grady Davis                     | Ed Lowther Duncan Black M. R. J. Wyllie Don Yenko Dick Thompson | Chevrolet Corvette Sting Ray    | 167 |
| 41              | P 3.0    | 69  | Donald Healey Motor Co.         | John Colgate Clive Baker                                        | Austin-Healey Sebring Sprite    | 161 |
| 42              | P 3.0    | 27  | NART                            | Harry Heuer John Fulp                                           | Ferrari Dino 268SP              | 160 |
| 43              | GT + 4.0 | 4   | Ralph Salyer                    | Roy Kumnick Ralph Salyer                                        | Chevrolet Corvette Sting Ray    | 120 |
| 44              | GT 4.0   | 22  | Briggs Cunningham               | Briggs Cunningham John Fitch                                    | Jaguar E-Type                   | 112 |
| 45              | GT 2.0   | 50  | Autocars Co. Ltd.               | Ed Hessert Henry Swarts                                         | Sabra Sports                    | 90  |
| 46              | GT + 4.0 | 5   | Nickey Chevrolet Co.            | A. J. Foyt Jim Hurtubise                                        | Chevrolet Corvette Sting Ray    | 84  |
| 47              | GT 1.3   | 60  | Abarth Corse                    | Hans Herrmann Mauro Bianchi                                     | Abarth-Simca 1300 Bialbero      | 83  |
| 48              | P + 3.0  | 13  | SEFAC Ferrari                   | Mike Parkes Lorenzo Bandini                                     | Ferrari 330LMB                  | 72  |
| 49              | P 3.0    | 68  | Frederick Royston               | Gordon Browne Grant Clark                                       | Austin Mini-Cooper              | 71  |
| 50              | GT 2.0   | 45  | Brumos Porsche Car Corp.        | Lin Coleman Charlie Kolb                                        | Porsche 356B                    | 67  |
| 51              | GT 1.3   | 64  | Abarth Corse                    | Bob Grossman Ray Cuomo                                          | Abarth-Simca 1300 Bialbero      | 62  |
| 52              | GT + 4.0 | 16  | Shelby American Inc.            | Ken Miles                                                       | Shelby Cobra                    | 56  |
| 53              | P + 3.0  | 10  | Chaparral Cars                  | Bob Donner Ronnie Hissom Hap Sharp                              | Chaparral 1                     | 56  |
| 54              | GT + 4.0 | 14  | Shelby American Inc.            | Dave MacDonald Fireball Roberts                                 | Shelby Cobra                    | 52  |
| 55              | GT 2.5   | 41  | Morgan Motor Co.                | Al Rogers Richard Holquist                                      | Morgan Plus 4                   | 45  |
| 56              | GT 2.0   | 47  | Ecurie Safety Fast              | Jim Parkinson Jack Flaherty                                     | MGB                             | 45  |
| 57              | GT 1.3   | 62  | Abarth Corse                    | Piero Frescobaldi Giampiero Biscaldi                            | Abarth-Simca 1300 Bialbero      | 41  |
| 58              | GT 1.6   | 56  | Robert Publicker                | Burrell Besancon Robert Publicker                               | Osca 1600GT                     | 41  |
| 59              | P 3.0    | 71  | Howard Hanna                    | Howard Hanna Richard Toland                                     | René Bonnet Djet                | 35  |
| 60              | GT 2.0   | 48  | Ecurie Safety Fast              | Denise McCluggage Christabel Carlisle                           | MGB                             | 32  |
| 61              | GT + 4.0 | 17  | George Reed                     | George Reed Nathan Karas                                        | Shelby Cobra                    | 22  |
| 62              | P + 3.0  | 9   | Chaparral Cars                  | Jim Hall Hap Sharp                                              | Chaparral 1                     | 15  |
| 63              | GT + 4.0 | 1   | Grady Davis                     | Dick Thompson Don Yenko                                         | Chevrolet Corvette Sting Ray    | 14  |
| 64              | GT 2.0   | 51  | RM Imports                      | Mark Donohue Jerry Segerman                                     | TVR Grantura                    | 7   |
| 65              | GT 2.0   | 53  | RM Imports                      | George McClure Dick Semko                                       | TVR Grantura                    | 7   |
| Nicht gestartet |          |     |                                 |                                                                 |                                 |     |
| 54              | GT 2.0   | 52  | RM Imports                      | Ben Warren George McClure Dick Semko Jere Moisman               | TVR Grantura                    | 1   |
| 55              | P 3.0    | T   | Donald Healey Motor Co.         | Bob Olthoff Ronnie Bucknum Paddy Hopkirk Donald Morley          | Austin-Healey 3000              | 2   |
| 56              | GT 1.3   | 67  | Duchess Auto Co.                | John Bentley John Gordon                                        | Lotus Elite                     | 3   |

1 Reserve
2 Trainingswagen
3 Unfall im Training

### Nur in der Meldeliste
Hier finden sich Teams, Fahrer und Fahrzeuge, die ursprünglich für das Rennen gemeldet waren, aber aus den unterschiedlichsten Gründen daran nicht teilnahmen.
| Pos. | Klasse  | Nr. | Team                         | Fahrer                                                   | Chassis                |
| ---- | ------- | --- | ---------------------------- | -------------------------------------------------------- | ---------------------- |
| 57   | P + 3.0 |     | Holman & Moody               |                                                          | Ford Falcon Challenger |
| 58   | P       |     |                              |                                                          | Maserati               |
| 59   | P       |     |                              |                                                          | Maserati               |
| 60   | GT 1.3  |     | Puerto Rico Racing Team      | Victor Merino                                            | Lotus Eleven           |
| 61   | P + 3.0 |     | David Brown                  | Bruce McLaren                                            | Aston Martin DP215     |
| 62   | P 3.0   |     | Duchess Auto Co.             | John Bentley John Gordon                                 | Lotus 23               |
| 63   | GT 1.3  |     | Ecurie Shirlee Corp.         |                                                          | Lotus Elite            |
| 64   | GT 1.3  |     |                              |                                                          | Alfa Romeo Giulietta   |
| 65   | GT 1.3  |     |                              |                                                          | Alfa Romeo Giulietta   |
| 66   | P + 3.0 | 8   | Meisterbau Racing            | Harry Heuer Jeff Houghton                                | Pontiac Tempest        |
| 67   | GT 2.5  | 35  | Auto Racing Club of Oklahoma | Anatoly Arutunoff Bill Pryor Ralph Salyer Frank Harrison | Lancia Flaminia Zagato |
| 68   | GT 2.5  | 35  | Auto Racing Club of Oklahoma | Anatoly Arutunoff Bill Pryor Ralph Salyer Frank Harrison | Lancia Flaminia Zagato |
| 69   | GT 1.3  | 65  | Don Hulette                  | Don Hulette Burk Wiedner                                 | Lotus Elite            |
| 70   | P 3.0   | 70  | Scuderia A.S.A.              | Giorgio Bassi Carlo Facetti Giancarlo Baghetti           | ASA RB600              |
| 71   | GT 2.0  | 74  | Bruce Jennings               | Bruce Jennings                                           | Porsche 356B Carrera   |

### Klassensieger
| Klasse   | Fahrer          | Fahrer              | Fahrzeug                        | Platzierung im Gesamtklassement |
| -------- | --------------- | ------------------- | ------------------------------- | ------------------------------- |
| P + 3.0  | Pedro Rodríguez | Graham Hill         | Ferrari 330TRI                  | Rang 3                          |
| P 3.0    | John Surtees    | Ludovico Scarfiotti | Ferrari 250P                    | Gesamtsieg                      |
| GT + 4.0 | Lew Spencer     | Ken Miles           | Shelby Cobra                    | Rang 11                         |
| GT 4.0   | Ed Leslie       | Frank Morrill       | Jaguar E-Type Leightwight       | Rang 7                          |
| GT 3.0   | Roger Penske    | Augie Pabst         | Ferrari 250 GTO                 | Rang 4                          |
| GT 2.5   | Peter Bolton    | Mike Rothschild     | Triumph TR4                     | Rang 22                         |
| GT 2.0   | Don Webster     | Bob Holbert         | Porsche 356B Carrera Abarth GTL | Rang 9                          |
| GT 1.6   | Chuck Cassel    | Don Sesslar         | Porsche 356B Carrera Abarth GTL | Rang 15                         |
| GT 1.3   | Tommy Spychiger | Teddy Pilette       | Abarth-Simca 1300 Bialbero      | Rang 21                         |

### Renndaten
- Gemeldet: 71
- Gestartet: 65
- Gewertet: 39
- Rennklassen: 9
- Zuschauer: unbekannt
- Wetter am Renntag: wolkig und kalt
- Streckenlänge: 8,369 km
- Fahrzeit des Siegerteams: 12:01:15,600 Stunden
- Gesamtrunden des Siegerteams: 209
- Gesamtdistanz des Siegerteams: 1749,035 km
- Siegerschnitt: 145,498 km/h
- Pole Position: unbekannt
- Schnellste Rennrunde: John Sutrtees – Ferrari 250P (#30) – 3:11,400 = 157,404 km/h
- Rennserie: 3. Lauf zur Sportwagen-Weltmeisterschaft 1963